# پریز، شروپ‌شر
پریز (به انگلیسی: Prees) یک روستا و محله مدنی در بریتانیا است که در Shropshire واقع شده‌است. پریز ۲٬۸۹۵ نفر جمعیت دارد.